# Nemania chestersii
Nemania chestersii är en svampart. Nemania chestersii ingår i släktet Nemania och familjen kolkärnsvampar.  Arten är reproducerande i Sverige.

## Underarter
Arten delas in i följande underarter:
- chestersii
- microspora
- submicrospora